# Picatinny Liquid Explosive
Picatinny Liquid Explosive, (PLX), ist ein Flüssigsprengstoff, der sich aus 95 % Nitromethan und 5 % Ethylendiamin zusammensetzt. Die Detonationsgeschwindigkeit beträgt 6000–7000 m/s und erreicht damit nicht die von PETN und Hexogen.
Der Sprengstoff wurde während des Zweiten Weltkriegs im Picatinny Arsenal in New Jersey entwickelt. Es sollte zur Minenräumung eingesetzt werden. Es wird vermutet, dass PLX als Sprengstoff 1987 beim Attentat auf den Flug 858 der Korean Air benutzt wurde. Laut einem Agenten Nordkoreas soll das PLX in einer Whiskyflasche an Bord geschmuggelt worden sein.
Trotz seiner hohen Brisanz findet PLX wegen seiner korrosiven Wirkung und der geringen chemischen Stabilität weder im militärischen noch im zivilen Bereich Anwendung.